# Henryk Jóźwiak (muzyk)
Henryk Jóźwiak (ur. 25 listopada 1946 w Łodzi  – zm. 9 czerwca 2008 w Poznaniu) – muzyk, gitarzysta, wieloletni wykładowca Akademii Muzycznej w Poznaniu.

## Życiorys
Ukończył studia na Wydziale Wychowania Muzycznego Akademii Muzycznej w Łodzi (1970) oraz na Wydziale Instrumentalnym w klasie gitary klasycznej w Akademii Muzycznej w Katowicach (1973). W latach 1967–1970 był muzykiem Orkiestry PRiTV, zaś w latach 1968–1975 – nauczycielem w Państwowym Liceum Muzycznym i wykładowcą Akademii Muzycznej w Łodzi. W latach 1971–1975 piastował funkcję dyrektora Łódzkiego Towarzystwa Muzycznego im. Karola Szymanowskiego. Był także prelegentem muzycznym Filharmonii w Łodzi, a później w Poznaniu, z którym związał się w 1975. Został wtedy wykładowcą poznańskiej Akademii Muzycznej i nauczycielem w poznańskim Zespole Szkół Muzycznych. To właśnie w Wielkopolsce zbudował od podstaw silny ośrodek gitarowy: większość wielkopolskich pedagogów gry na gitarze klasycznej to jego wychowankowie (Andrzej Majewski – pierwszy nauczyciel gry na gitarze klasycznej o pełnych kwalifikacjach w Koninie, obecnie prezes Konińskiego Towarzystwa Muzycznego). Koncertował w kraju i za granicą, jako solista i kameralista nagrywał dla PRiTV. Był prekursorem wykorzystania gitary w zestawie kameralnym.
Ma w dorobku wiele publikacji nutowych i metodycznych związanych z gitarą. Jego studenci zdobywali nagrody i wyróżnienia w ogólnopolskich i międzynarodowych konkursach gitarowych. Wielu z nich zdobyło stypendia Ministra Kultury. Jego absolwenci z powodzeniem występują na polskich i zagranicznych estradach (Tomasz Zawierucha, duet gitarowy Super Duo założony przez Cezarego Krajewskiego vel Ray, reaktywowany po śmierci Raya przez Przemysława Hałuszczaka – czołowego polskiego gitarzystę, wykonawcę muzyki Flamenco i Latino). Był konsultantem regionalnym ds. gitary Ministra Kultury oraz autorem i współautorem programów nauczania gry na gitarze na różnych szczeblach kształcenia. Był także pomysłodawcą i organizatorem ogólnopolskich i regionalnych imprez gitarowych oraz wielokrotnym jurorem ogólnopolskich konkursów gitarowych. W roku 1980 otrzymał odznakę „Zasłużony Działacz Kultury”, w 1986 – Złoty Krzyż Zasługi, a w 1988 – odznakę honorową „Za Zasługi w Rozwoju Województwa Poznańskiego”.
Stworzył Centrum Usług Edukacyjnych „Prymus” – holding edukacyjny prowadzący szkoły niepubliczne w kilku miastach Polski: licea dla dorosłych, licea uzupełniające i szkoły policealne. Jest twórcą dwóch wyższych uczelni niepublicznych, w tym Wschód-Zachód Wyższej Szkoły Humanistycznej, gdzie pełnił funkcję kanclerza.